# Nico Walther
Nico Walther (Freital, 7 de junio de 1990) es un deportista alemán que compite en bobsleigh en las modalidades doble y cuádruple.
Participó en los Juegos Olímpicos de Pyeongchang 2018, obteniendo una medalla de plata en la prueba cuádruple (junto con Kevin Kuske, Alexander Rödiger y Eric Franke).
Ganó cinco medallas en el Campeonato Mundial de Bobsleigh entre los años 2015 y 2020, y tres medallas en el Campeonato Europeo de Bobsleigh entre los años 2016 y 2020.

## Palmarés internacional
| Juegos Olímpicos   | Juegos Olímpicos            | Juegos Olímpicos  | Juegos Olímpicos |
| Año                | Lugar                       | Medalla           | Prueba           |
| ------------------ | --------------------------- | ----------------- | ---------------- |
| 2018               | Pyeongchang (Corea del Sur) | Medalla de plata  | Cuádruple        |
| Campeonato Mundial |                             |                   |                  |
| Año                | Lugar                       | Medalla           | Prueba           |
| 2015               | Winterberg (Alemania)       | Medalla de plata  | Cuádruple        |
| 2017               | Königssee (Alemania)        | Medalla de plata  | Equipo           |
| 2017               | Königssee (Alemania)        | Medalla de bronce | Cuádruple        |
| 2019               | Whistler (Canadá)           | Medalla de bronce | Doble            |
| 2020               | Altenberg (Alemania)        | Medalla de bronce | Cuádruple        |
| Campeonato Europeo |                             |                   |                  |
| Año                | Lugar                       | Medalla           | Prueba           |
| 2016               | Sankt Moritz (Suiza)        | Medalla de plata  | Doble            |
| 2017               | Winterberg (Alemania)       | Medalla de plata  | Cuádruple        |
| 2020               | Winterberg (Alemania)       | Medalla de bronce | Cuádruple        |